# 絞罪器械図式
絞罪器械図式（こうざいきかいずしき、明治6年2月20日太政官布告第65号）とは、日本において死刑執行の際に使用される絞首器の図式その他の死刑執行の方法を定めた太政官布告である。現行の日本国憲法下においても法律と同一の効力を有するものとして扱われている。

## 概説

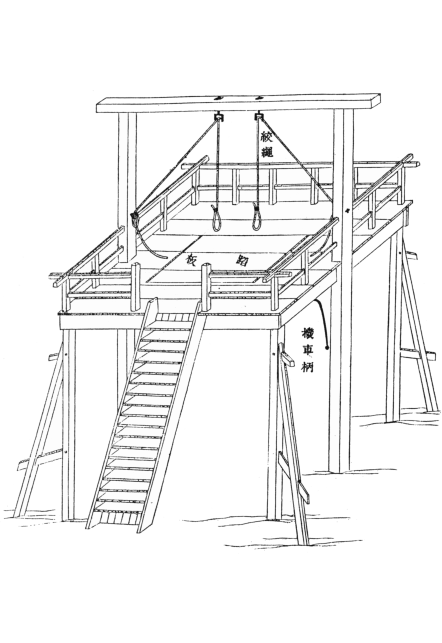
絞架全図

この太政官布告は、日本国憲法のみならず大日本帝国憲法すらも制定されていない時代のものだが、最高裁判所は、最高裁判所大法廷判決昭和36年7月19日において、死刑（絞首刑）の執行方法の基本的事項を定めたものとして、大日本帝国憲法下においても法律事項を定めたものであり（大日本帝国憲法第23条）、したがって、大日本帝国憲法下において法律としての効力を有していた（大日本帝国憲法第76条1項）のみならず、現行の日本国憲法下においても現在も法律事項を定めるものであり、かつ、その内容は、日本国憲法第36条の「残虐な刑罰」にも当たらないため、現行憲法下においても、法律と同一の効力を有するものとして存続していること（日本国憲法第98条1項）を確認している。
この太政官布告には別紙図式として、絞架全図・踏板表面図・機車・機車属鉄板図・踏板裏面図・機車装置図・絞縄鐶図・鉄板架図・螺旋図・絞縄略図が付されている。
ただし、絞罪器械図式の別紙図式として「絞架全図」に定められたものは、地上に設けるものとなっているのに対し、現行の日本の執行施設は、絞架踏板式のうち地下絞架式と呼ばれるものであり若干異なるが、上記の最高裁判決で奥野健一裁判官は、補足意見として「現に行われている地下絞架式の執行方法は前記布告六五号の図解するところに比し、むしろ被執行者の精神的苦痛を軽減し、執行の公開主義から密行主義への推移に沿う合理性を備えているものであって、右布告六五号に準拠していないとは言えない」と述べている。
なお、解縄について絞罪器械図式では「二分時死相ヲ験シテ解下ス」としているが、この部分については刑事収容施設及び被収容者等の処遇に関する法律179条により「死刑を執行するときは、絞首された者の死亡を確認してから五分を経過した後に絞縄を解くものとする」と改められている（後法優先の原則）。

## ギャラリー
布告に掲載された絞罪器械の各部品の図。

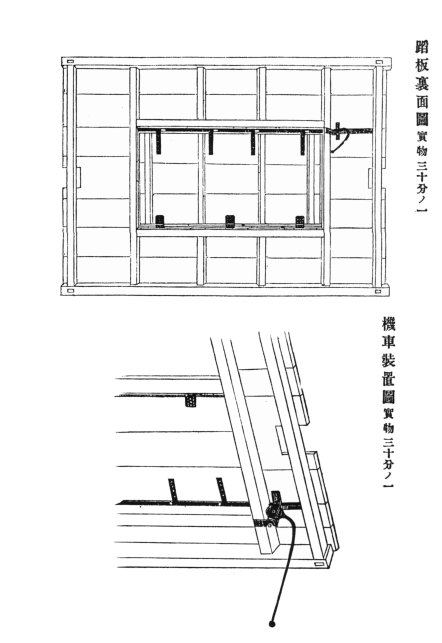
踏板裏面図・機車装置図
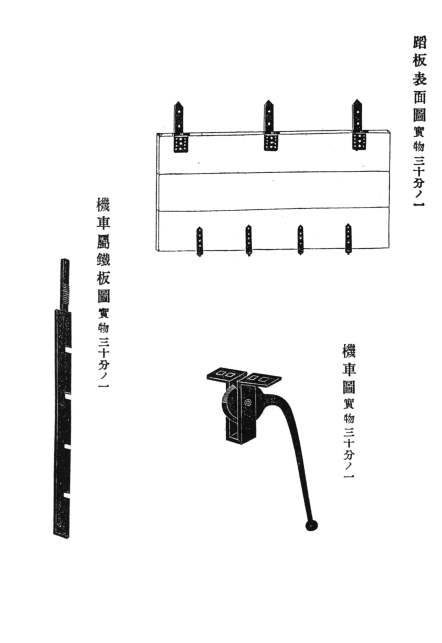
踏板表面図・機車・機車属鉄板図
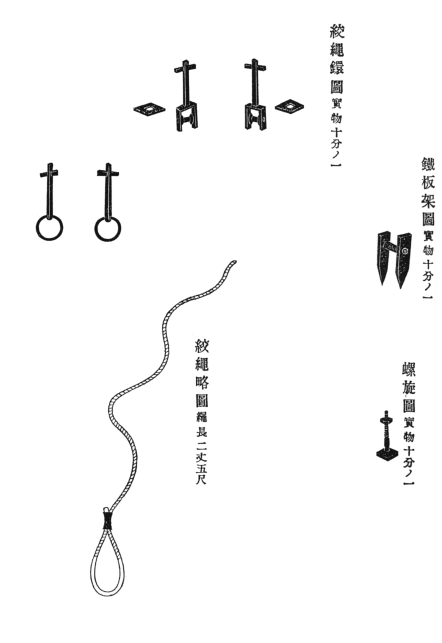
絞縄鐶図・鉄板架図・螺旋図・絞縄略図

## 制定の経緯
明治政府は1870年に従来の死刑執行方法（斬首など）に代わり絞首刑にすると布告（新律綱領 明治3年12月20日布告第944号）を出した。この時に導入されたのが懸垂式の処刑器具『絞柱』であった。この器具は死刑囚のうなじに縄をかけ、その縄の先に20貫（約75Kg）の重石を吊り下げて絞首する仕組みであった。しかし、機構が不完全であり受刑者の苦痛が激しいという問題があるほか、この処刑器具には場合によっては死刑を執行された者が蘇生するという致命的な欠陥があり、石鐵県死刑囚蘇生事件を含め3件が失敗している。
このため、小原重哉が、自ら実物を写生したイギリスの刑具の絞首台を参考にして模型を作成させ、絞罪器械の改正の意見を上申したところ、これが採用され本布告の制定に至った。